# A2 Marruecos
La Autopista del Este o A2 es una autopista de 496 kilómetros entre Rabat y Uchda, la localidad oriental más importante del país, situada en la frontera con Argelia. 

## Historia y descripción
La nueva vía Fez - Uchda, que comenzó a construirse en enero de 2007, supone una infraestructura clave para vertebrar este país, y permite reducir hasta cuatro horas y media el tiempo de desplazamiento entre Rabat, situada en la costa atlántica, y el extremo oriental.
Según los cálculos de Autopistas de Marruecos, que gestiona la red de carreteras de peaje, el tráfico medio de la nueva vía será de 9.700 vehículos al día, de los que 7.800 serán vehículos ligeros.
Los 320 kilómetros de autopista han costado 10.800 millones de dirhams (equivalentes a 957 millones de euros), financiados con ayuda del Fondo kuwaití para el desarrollo árabe, el Banco Europeo de Inversiones, el Banco Islámico de Desarrollo y el Fondo de Abu Dabi, entre otras instituciones donantes.
El nuevo tramo de autopista incluirá 29 estaciones de peaje, cinco áreas de servicio a ambos lados de la vía, dos aparcamientos para camiones de transporte pesado, 29 viaductos y 85 puentes superiores o inferiores, además de 12 pasarelas y 26 pasajes para peatones.

## Tramos
| Denominación | Tramo                              | Estado (2014)       | Kilómetros |
| ------------ | ---------------------------------- | ------------------- | ---------- |
| A2           | Fez – Jemisset                     | En servicio (1998)  | 110        |
| A2           | Jemisset – Rabat                   | En servicio (1999)  | 66         |
| A2           | Fez - Uchda                        | En servicio (2011)  | 320        |
| A2           | Uchda - Maghnia (Frontera Argelia) | Estudio informativo | 22         |

## Futuro
Hace poco se hizo el estudio informativo para prolongar la autopista hasta Maghnia, una ciudad cerca de la frontera entre Marruecos y Argelia.
Actualmente sólo queda en proyecto un tramo internacional de unos 22 km, correspondiente a la conexión de la autopista  A2  con la autopista  A1  Este-Oeste Argelia.

## Capacidad
| Sección         | Capacidad | Longitud |
| --------------- | --------- | -------- |
| Rabat - Argelia |           | 518 km   |

## Salidas A2
| A2 Autoroute A2 Rabat - Fes - Oujda |                                                       |      |      |
| Elemento                            | Nombre de Salida                                      | ↓km↓ | ↑km↑ |
|                                     | A5 Tamesna - Casablanca / Kenitra - Tanger            |      | +0   |
| 217                                 | Sidi Allal El Bahraoui                                |      | +17  |
|                                     | Peaje de Sidi Allal El Bahraoui                       |      | +19  |
| 245                                 | Tiflet / Rommani                                      |      | +45  |
|                                     | Aera de servicio de Khemisset                         |      | +68  |
| 270                                 | Khemisset / Sidi Slimane / Oulmès                     |      | +70  |
| 2122                                | Meknès oeste / Sidi Kacem                             |      | +122 |
|                                     | Aera de servicio de Meknès                            |      | +124 |
| 2130                                | Meknès este / El Hajeb / Ifrane                       |      | +130 |
| 2156                                | Ain Taoujdate                                         |      | +156 |
|                                     | A201 Fes oeste                                        |      | +176 |
| 2186                                | Aeropuerto Fes-Saïss / Fes centro / Ifrane - Imouzzer |      | +186 |
| 2194                                | Fes este / Sefrou / Bhalil por la N4                  |      | +194 |
|                                     | Aera de servicio de Fes                               |      | +195 |
| 2219                                | Ras Tabouda / Bir Tam Tam                             |      | +219 |
| 2244                                | Tahla / Taounate por la P5329                         |      | +244 |
|                                     | Aera de servicio de Tahla                             |      | +245 |
| 2267                                | Oued Amlil                                            |      | +267 |
| 2286                                | Taza oeste / Tainaste por la P5413                    |      | +286 |
| 2300                                | Taza este / Aknoul / Al Hoceïma por la N29            |      | +300 |
|                                     | Aera de servicio de M'soun                            |      | +320 |
| 2324                                | M'soun                                                |      | +324 |
| 2363                                | Guercif / Saka / Missour                              |      | +363 |
|                                     | Aera de servicio de Guercif                           |      | +377 |
| 2396                                | Taourirt / Nador por la N19                           |      | +396 |
| 2404                                | Taourirt                                              |      | +404 |
| 2450                                | El Aioun / Berkane / Jerada por la R607               |      | +450 |
|                                     | Aera de servicio de El Aioun                          |      | +454 |
|                                     | Peaje de Oujda                                        |      | +496 |